# 프세우도미르멕스속
프세우도미르멕스속(Pseudomyrmex)은 개미과에 속하는 곤충 속의 하나이다. 프세우도미르멕스속의 개미는 말벌과 비슷하며, 침을 가진다. 이들은 쇠뿔아카시아와 공생관계를 이루는데 푸세우도미르멕스속 개미는 쇠뿔아카시아에서 벨트체를 수확하고 꽃밖 꿀셈에서 꿀을 얻으며 집을 제공받는 대신 쇠뿔아카시아를 보호하여 다른 생명체가 나무를 건드리지 못하도록 나무를 돌본다. 이들은 사나워서 큰 동물들조차 쇠뿔아카시아에 접근하지 못한다.